# Boxberg (Baden)
Boxberg (pronunciación en alemán: /ˈbɔksˌbɛʁk/ⓘ) es una ciudad alemana en el distrito de Meno-Tauber en Franconia, en el Noreste de Baden-Wurtemberg.

## Arreglo de la ciudad
La ciudad está formada por los siguientes distritos: Angeltürn, Bobstadt, Boxberg, Epplingen, Kupprichhausen, Lengenrieden, Oberschüpf, Schwabhausen, Schweigern, Uiffingen, Unterschüpf, Windischbuch y Wölchingen.

## Sitios de interés

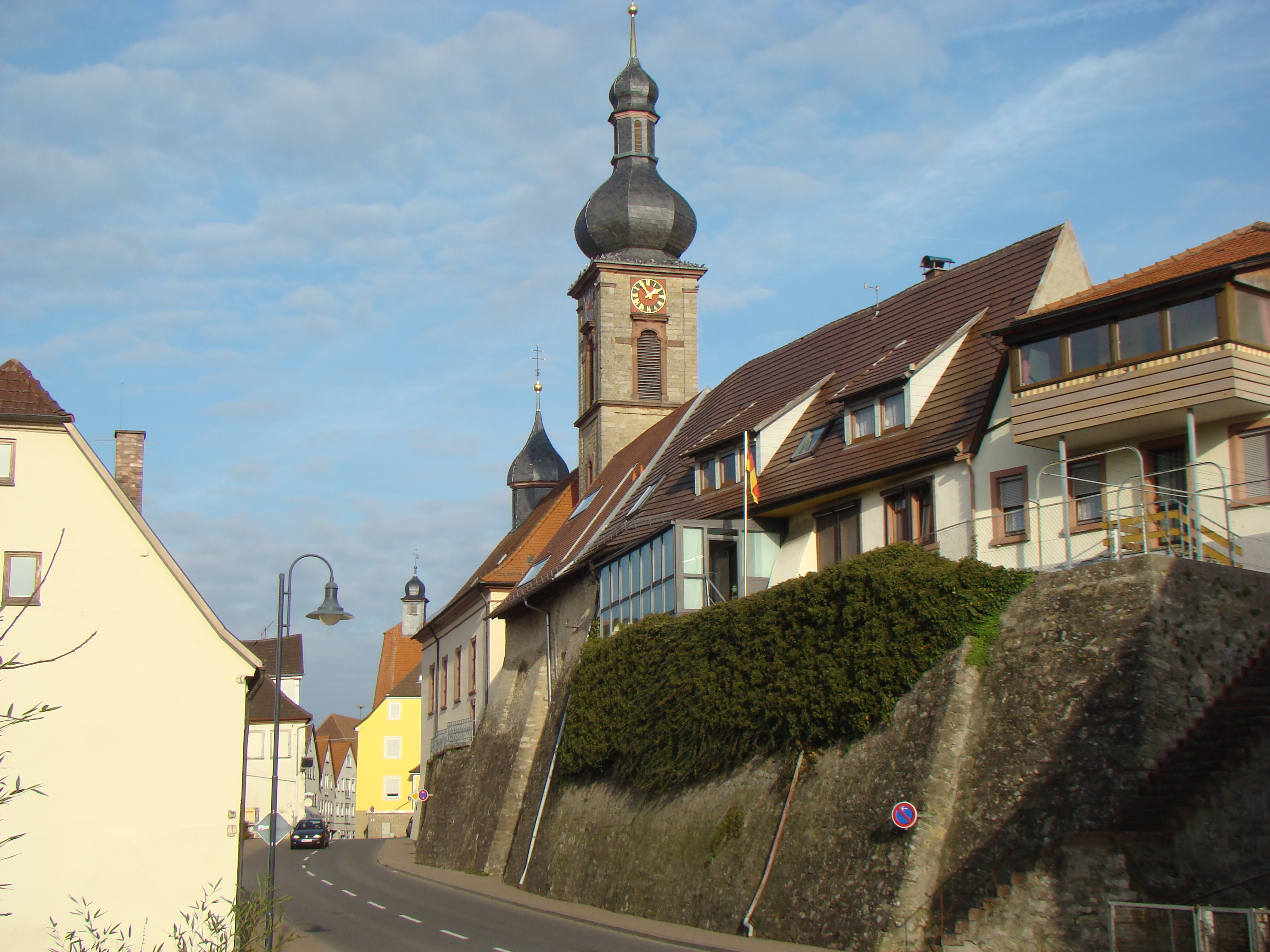
Cúpula de la iglesia católica de san Aquilino

La iglesia católica San Aquilino, de estilo barroco, fue construida entre los años  1709-1712, según los planos del arquitecto Balthasar Neumann.

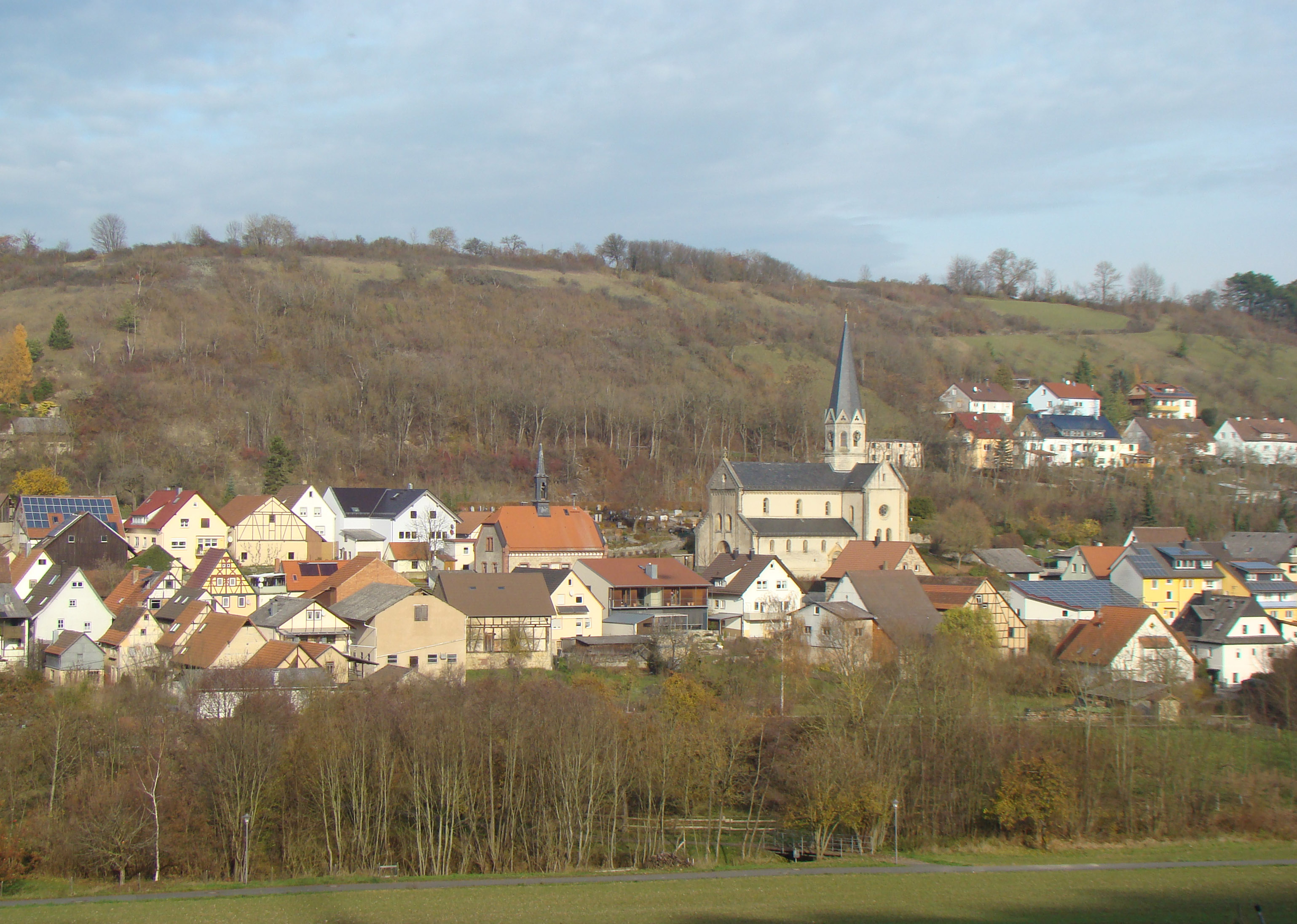
Vistas a la Localidad de Wölchingen con Frankendom

La Iglesia evangélica en el barrio de Wölchingen, conocida como  Frankendom, construida sobre una iglesia de 1220 de la orden de  la San Juan. Las tres naves de la basílica tienen solo una torre de 1878/79.
El castillo de Ficksche, se encuentra en el barrio de Angeltürn. 